# Гражданство Европейского союза
Гражданство Европейского союза было введено Маастрихтским договором, подписанным в 1992 году. Оно существует наряду с национальным гражданством, и предоставляет дополнительные права для граждан государств — членов Европейского союза.

## Кто является гражданином ЕС?
Статья 17 (1) с внесенными в него поправками Римского договора гласит:
Настоящим учреждается гражданство Союза. Каждое лицо, имеющее гражданство государства-члена, является гражданином Союза. Гражданство Союза дополняет, а не заменяет национальное гражданство.
Все граждане государств-членов, являются гражданами Союза. «Каждое государство-член, выдаёт или лишает гражданства в соответствии с законодательством Сообщества» Это также означает, что государства-члены не являются полностью свободными, в том, как они выдают гражданства, хотя и эти ограничения, в основном, носят теоретический характер. Например, если государство-член за ночь выдаст миллион гражданств жителям из не государств-членов, что было бы незаконными в соответствии с действующим законодательством ЕС (а также международным правом).
Паспорт гражданина Европейского союза иначе называют европейским паспортом. Он дает своему обладателю право на любую деятельность на территории Евросоюза — жить, работать, учиться в любой стране ЕС. К тому же европейский паспорт позволяет без виз въезжать во многие страны мира — список зависит от страны, выдавшей документ.

## Директива о правах граждан
Значительная часть существующих законодательств и судебной практики была закреплена
 в Директиве 2004/38/EC о праве на передвижение и проживание свободно в рамках ЕС.

## Рекомендуемая литература
- Макас, Уильям. Создание гражданства ЕС (неопр.). — Ланхам: Роуман и Литлфиелд, 2007. — ISBN 978-0-7425-5485-6; ISBN 978-0-7425-5486-3 (мягкий переплёт).
- Миихан, Элизабет. Гражданство и Европейское сообщества (неопр.). — Лондон: Сейдж, 1993. — ISBN 978-0-8039-8429-5.
- О'Лери, Сиофра. Эволюция концепции гражданства Сообщества. — Гаага: Клювер Лоу Интернешионал, 1996. — ISBN 978-9-0411-0878-4.
- Сойсал, Ясемин. Ограничения гражданства. Мигранты и постнациональное членство в Европе. — Издательство университета Чикаго, 1994.
- Вирнер, Антье. Практика 'Европейского' гражданства: Строительство институтов Не-государства. — Боулдер: Вествью Пресс, 1998. — ISBN 0-8133-3689-9.
- Европейская комиссия. Право граждан Союза и членов их семей двигаться и свободно проживать на территории государств-членов. Архивировано 5 апреля 2012 года.